# トーマス・ジーバーツ
トーマス・ジーバーツ（Thomas Sieverts、1934年 6月8日 ハンブルク生まれ）は、ドイツの都市計画家で建築家。都市研究者。都市理論家。ダルムシュタット工科大学名誉教授。SKAT（スカット）建築家+都市プランナーの都市計画事務所所長。
欧米各地で新都市計画について講演を重ねる。1989年から1994年まで、エムシャーパークの科学ディレクターを務める。

## 人物
シュトゥットガルト、リバプール、ベルリンで建築と都市計画を学ぶ。
ベルリンではフリッツ・エッゲリングに師事し、1962年に学業を修了した後、ベルリン工科大学職員として2年間勤務。
2年間の勤務終了時、自由計画グループベルリン（FPB）を設立。
1967年からベルリン芸術アカデミー、ハーバード大学、ダルムシュタット工科大学で建築と都市計画教育をはじめる。
1970年に、自身のデザインオフィスを設立。このオフィスは2000年に規模拡大、SKAT建築家+都市プランナーと名称変更。
1995年にベルリン先端研究研究所での研究学者として都市のスプロール対策に概念陣頭指揮を執った。
同年、2003年にボーフム・ウエスト・パーク全体のプロジェクトに参加。ドイツ建築家協会（BDA）によってドイツ都市開発賞を受賞。
2006年以降、カールリチャード・モンタグ財団学芸員。2007年、ベルリン芸術アカデミーの建築のセクション会員。
ブラウンシュヴァイク工科大学から、2010年に名誉博士号（Dr.-Ing. E. h.）授与。

フリッツ・シューマッハの第144回誕生日である2013年11月4日に、ハンブルク市庁舎のホールでハンブルク上院会によってフリッツ・シューマッハ賞授与された。
2007年以来上院によって3年ごと、文化建設のためハンザ同盟都市ハンブルクが建築家と都市プランナー賞を選出、受賞について、フリッツ ・ シューマッハ髣髴させると同時に、都市計画の分野でのシーベルトの成果に敬意を払っているためである。
現在もボン在住、当地で活動中。

## 主なプロジェクト
トーマス・ジーバーツは、次に示すプロジェクトに尽力
- 住宅工場Aschaffenburg（1987年）
- 住宅タワーインゴルシュタット（1990年）
- ボーフム・ウェスト・パーク（1997）
- ボン・Dransdorf、問題解決の再設計（1997）
- 住宅団地ベルリン - カロー（1998年）
- Zeche Nordstern Gelsenkirchen（1998）
- 高層建築の再設計、ボン（2003年）

## 著書
- Thomas Sieverts: „Das Prinzip Denkmalpflege und seine Erweiterung im Anthropozän“ in: Forum Stadt. Vierteljahreszeitschrift für Stadtgeschichte, Stadtsoziologie, Denkmalpflege und Stadtentwicklung, 43. Jg. Heft 2/2016, S. 136–145. ISSN 2192-8924
- Thomas Sieverts, Michael Koch, Ursula Stein, Michael Steinbusch: Zwischenstadt – inzwischen Stadt? Entdecken, Begreifen, Verändern. Müller und Busmann, Wuppertal, 2005. ISBN 3-928766-72-4
- Lars Bölling, Thomas Sieverts (Hrsg.): Mitten am Rand. Auf dem Weg von der Vorstadt über die Zwischenstadt zur regionalen Stadtlandschaft. Müller und Busmann, Wuppertal, 2004. ISBN 3-928766-59-7
- Thomas Sieverts: „Urbanität und Zwischenstadt“, in: Forschungsgruppe Bodenseestadt (Hrsg.): Vision Bodenseestadt. Städtebauforschung zwischen Utopie und Machbarkeitsstudie. VDG, Weimar 2003, S. 138–149. ISBN 3-89739-355-7
- Thomas Sieverts: "Fünfzig Jahre Städtebau. Reflexion und Praxis", Stuttgart 2001, ISBN 3-89850-034-9.
- „Zwischenstadt, zum Stand der Dinge“, in: archithese, Sondernummer, November 2000, S. 6–11
- Thomas Sieverts: „Die verstädterte Landschaft – die verlandschaftete Stadt. Zu einem neuen Verhältnis von Stadt und Natur.“ in: Wolkenkuckucksheim, 4. Jg. Heft 2/99.
- Thomas Sieverts: Zwischenstadt. Zwischen Ort und Welt, Raum und Zeit, Stadt und Land. Vieweg, Braunschweig, 1997. ISBN 3-528-06118-9
  - 日本語訳: 『都市田園計画の展望』学芸出版社 2006